# رهان باسكال

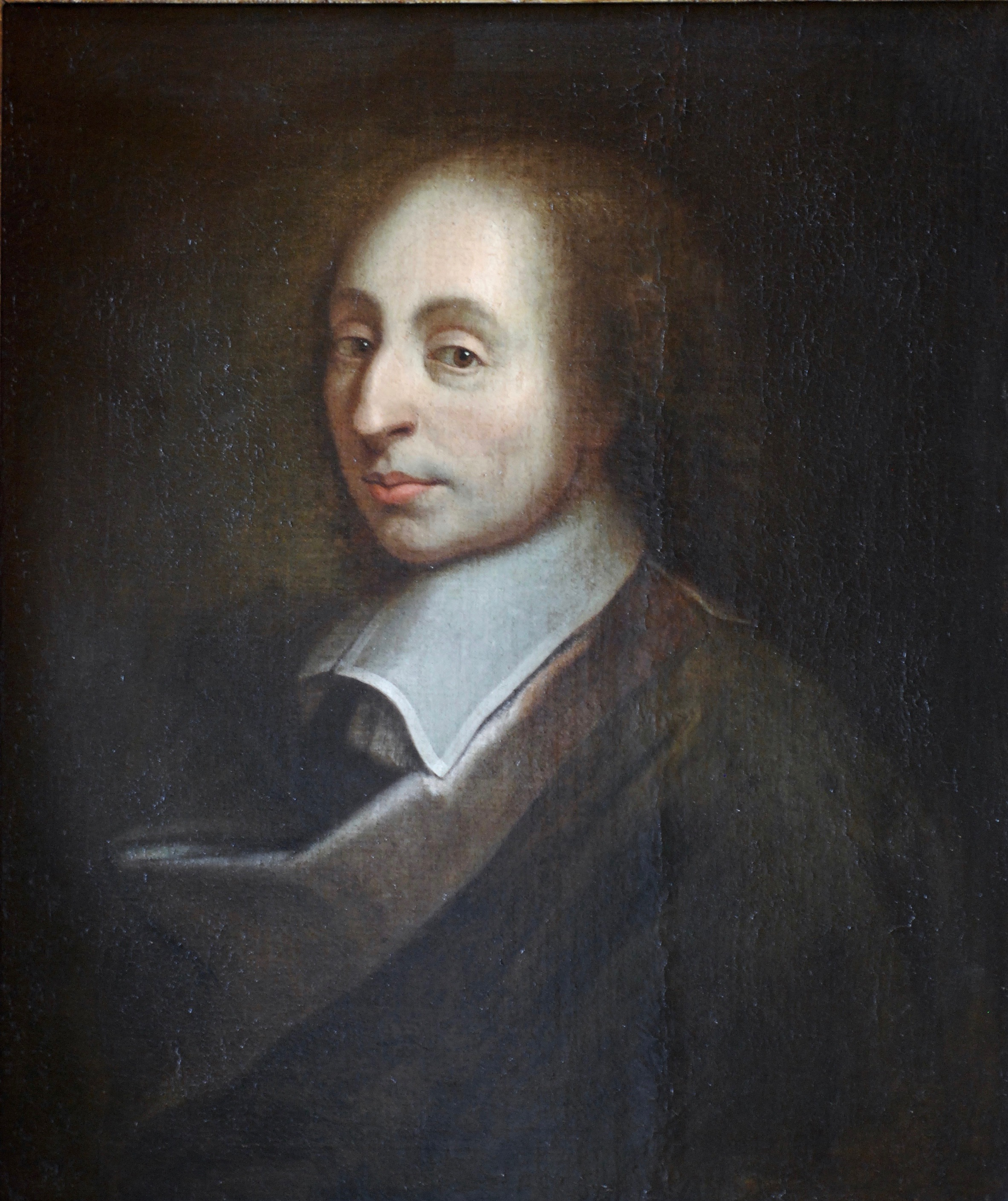
بليز باسكال

رهان باسكال هو حجة مبنية على نظرية الاحتمالات النسبية وتستخدم للاحتجاج بضرورة الإيمان بوجود الله. بليز باسكال هو من صاغ الحجة.

## الصيغة
الصيغة الأصلية للرهان مؤيد كتبت في فقرة قصيرة في الـ (Pensées) حيث عرضها (باسكال) من بين عدة رهانات مشابهة. جذور الرهان تمتد لـنظرية اللعبة والتي من خلالها استنتج أن الخيار الأفضل هو الإيمان بالله وذلك لأن هذا الخيار يقدم لنا الربح الأكبر، بغض النظر عما إذا كان الله موجوداً حقيقة أم لا. النص الأصلي لباسكال مطول ومتفلسف جداً 
لكن يمكننا تصفيته للتالي:
1. إن آمنت بالله وكان الله موجوداً، فسيكون جزاؤك الخلود في الجنة، وهذا ربح لا محدود.
2. إن لم تؤمن بالله وكان الله موجوداً، فسيكون جزاؤك الخلود في جهنم، وهذه خسارة لا محدودة.
3. إن آمنت بالله وكان الله غير موجود، فلن تُجزى على ذلك، وهذه خسارة محدودة.
4. إن لم تؤمن بالله وكان الله غير موجود، فلن تُعاقب لكنك ستكون قد عشت حياتك، وهذا ربح محدود.

الأرباح والخسائر في النقاط 3 و4 يمكن اعتبارها كخسارة الفرص الناتجة عن ادعاء الإيمان والعيش حسب قوانين الدين كونها في أغلب الأحيان أكثر صرامةً من القوانين المدنية. هذه الخسائر محدودة لأن الإنسان سيموت. رياضياً، أي ربح محدود أو خسارة محدودة يمكن إهمالها عند المقارنة بالأرباح والخسائر اللامحدودة، وهذا هو الحال في الحياة الأبدية بعد الموت. وبالتالي، استنتج باسكال أن الإيمان بالله هو الخيار الأفضل مقارنة مع عدم الإيمان به. إذا وضعنا الرهان في جدول، سيتضح لنا أن الإيمان يعطينا إما الربح أو (تقريباً) لا شيء في حين أن عدم الإيمان يعطينا الخسارة أو (تقريباً) لا شيء.
|                   | الله موجود               | الله غير موجود |
| ----------------- | ------------------------ | -------------- |
| الإيمان بالله     | ربح غير محدود في الجنة   | خسارة غير مهمة |
| عدم الإيمان بالله | خسارة لا محدودة في النار | ربح غير مهم    |

## نقد الرهان
هناك العديد من المشاكل في رهان باسكال، وأبرزها هو وقوعه في مغالطة التوسل بالنتيجة، فجعل الدليل على وجود الله هو أن النتيجة التي سيلقاها المؤمن ستكون جيدة مقارنة بالنتيجة التي سيلقاها الكافر بوجود الله، 
إن ناقشنا فكرة باسكال بتعمق ووصلنا لنتائجها الحتمية فسنجد أن مترتباتها الإلهية ليست دوماً مرغوبة وسنرى أيضاً وجود معارضات على الحجة ذاتها. أحد هذه المعارضات والتي لا يمكن اعتبارها مغالطة منطقية هي إمكانية اتباع الشخص المؤمن بوجود إله دين باطل.

## وصلات خارجية
- سطو باسكال